# Las Wojnowski
Las Wojnowski (Igelwald, Las Jeżnik) – kompleks leśny położony we wschodniej części Wrocławia. Ma powierzchnię około 18 ha. Północną granicę lasu wyznacza Grobla Dobrzykowicka, za którą przebiega koryto Kanału Granicznego. Las, wraz z przyległymi polami, znajduje się w użytkowaniu wieczystym, które przysługuje Uniwersytetowi Przyrodniczemu. Las nawiązuje do grądów. Na drzewostan lasu składają się przede wszystkim: dąb szypułkowy, lipa drobnolistna oraz nasadzenia sosny pospolitej.
Las Wojnowski położony jest pomiędzy osiedlami miasta Wrocławia i wsiami:
- osiedle Strachocin i osiedle Wojnów – na południe i zachód od lasu
- wieś Wilczyce za rzeką Widawa i Młynówką – na północ od lasu
- wieś Kąty Wilczyckie za Kanałem Granicznym[3] – na północny wschód od lasu[4].

Do lasu prowadzą ulice: Wschodnia i Narciarska.
Zgodnie z założeniami utworzenia nowego parku krajobrazowego "Odra II" planuje się, iż Las Wojnowski znajdzie się w granicach utworzonego parku.